# Брайън Кендрик
Брайън Дейвид Кендрик (на английски: Brian Kendrick) е американски професионален борец, работил за World Wrestling Entertainment (WWE).
Кендрик се е състезавал в безброй промоции в кариерата си и е печелил отборните титли в повечето от тях, както и няколко единични титли. Той е последния MCW Southern Light Heavyweight шампион и е печелил MCW Southern Tag Team титлите с Брайън Даниълсън. Също така Кендрик е първият ZERO1-MAX International Junior Heavyweight шампион.
По време на престоя си в WWE, Кендрик и партньора му Пол Лондон, стават най-дълго царувалия като отборен шампион на WWE отбор. Двамата също така са държали и Световните титли по двойки за кратък период от време.

## Ранен живот
Кендрик е роден във Феърфакс, Вирджиния, син е на Барбара Кендрик и е най-възрастният от три деца – брат на име Нийл и сестра на име Шанън. Докато е в 12 клас, той работи в пица павилион, за да спестява пари и да посети професионално училище по борба.
Докато израства, любимите борци на Кендрик са Върховния войн, Оуен Харт и Коко Б. Уеър. Той е също така фен на Шон Майкълс, който го обучава, и Крис Джерико. Той добър приятел с Ланс Кейд и Браян Даниелсън, с които се обучава.

## Кариера

### В началото
През 1999 г., той се мести в Тексас, за да започне обучението си в училището по борба на NWA Southwest и по-късно посещава Тексаската академия по борба. Там му дават прякора Spanky, който по-късно става и негово име в ринга. Той дебютира на 8 октомври 1999 г. в мач срещу Браян Даниелсън, който завършва без победител след изтичането на 10 минутния лимит.
През февруари 2000 г., Кендрик сключва договор с WWF, прекарвайки година в подготвителната подфедерация на WWE – Memphis Championship Wrestling (MCW), но промоцията затваря и Кендрик бива освободен. Там той печели първата си титла, когато побеждава Даниелсън за MCW Southern Light Heavyweight титлата, на 22 септември. По ирония на съдбата, на 1 декември той се съюзява с Американски дракон, за да спечелят отборните титли на MCW и той става двоен шампион. Отборът се разпада след като губи титлите си от The Dupps. На 30 декември, титлата на Кендрик бива обявена за вакантна след негов мач срещу Дерик Кинг. В мач за вакантната титла, Кендрик си връща пояса, побеждавайки Кинг на 6 януари 2001 г. По-късно я губи от Тайлър Гейтс, но я печели отново на 11 май. На 1 юни обаче, титлата бива отнета на Spanky и той става последния MCW Southern Light Heavyweight шампион.
През октомври 2001 г., Кендрик се бори с Американски дракон в първия рунд на турнира Краля на Индитата, но губи. На 23 февруари 2002 г., Кендрик се бори на дебютното шоу на Ring of Honor (ROH), печелейки мача си, за да получи договор с компанията. Заедно с ROH, той се бори и в няколко други промоции, като Heartland Wrestling Association и All Pro Wrestling, преди да замине за Япония, за да се състезава в Pro Wrestling ZERO-ONE (ZERO1). Там, той се бори под името Леонардо Спенки, предложен му от Шиня Хашимото заради физическата му прилика с Леонардо ДиКаприо. На 29 юни, той става първият NWA International Junior Heavyweight шампион в историята на компанията. Той пуска титлата на Low-Ki няколко месеца по-късно.

### World Wrestling Entertainment (2003 – 2004)
В късната 2002 г., Кендрик сключва договор с WWE, но не се състезва, докато не приключва обиколката си из независимите компании. Той дебютира на 9 януари 2003 г., в издание на Velocity под образа на талисман, представляващ местния спортен отбор на града, в който се бори. Той продължава да носи маски още няколко седмици, всеки път представяйки се като различен образ. Първата му главна история в WWE започва на 1 май 2003 г. на издание на SmackDown!. Той се появява като „Spanky“, прекъсвайки промо на Джон Сина. Двамата враждуват заради подобните си образи, докато Сина не побеждава Кендрик в мач на 22 май. На 30 октомври, Кендрик влиза в отбор с Пол Лондон, докато не напуска WWE, за да се върне в ZERO1.

### Независим кръг (2004 – 2005)
След напускането на WWE, Кендрик се бори в различни промоции. Той се връща в ZERO1 като Spanky и бързо печели NWA International Lightweight Tag Team титлата. Това се случва заедно с партньора му, Low-Ki, на 19 февруари 2004 г., когато побеждават Дик Того и Ikuto Hidaka. Те губят титлите от Татсухито Такаива и Томохиро Ишии няколко месеца по-късно. Кендрик се сдобива с нов партньор в лицето на Каз Хаяши на 19 септември 2004 г. и отново печели титлите. Те ги задържат до март 2005 г., когато ги губят от Хидака и Минору Фуджита. Въпреки че губи титлите през март, Spanky получава самостоятелен пуш и печели ZERO1-MAX United States Openweight титлата още същия месец.
Кендрик прекарва малко време в Total Nonstop Action Wrestling през ноември 2004 г., където побеждава Франки Казериан, Мат Сайдел и Amazing Red в четворен мач. След това се връща в ROH и дебютира в сестринската ѝ промоция – Full Impact Pro (FIP) на 17 декември 2004 г., печелейки първия кралски сблъсък във Флорида. На 25 февруари, Кендрик губи мач от бившия си колега в WWE – Джейми Нобъл. През целия мач, феновете крещят „Добре дошъл!“ и „Smackdown Sucks!“ и двамата получават стояща овация след мача. По време на престоя си в ROH, Кендрик е използван като мидкардър, постоянно получавайки мачове по-късно в шоутата. Кендрик участва и в турнира по тройки, но губи още в първия рунд заедно със съотборниците си, Гибсън и Найджъл МакГинес. Той започва да преследва неуспешно титлите в ROH. През юли 2005 г., Кендрик обявява, че отново е подписал с WWE и ще се завърне там след като довърши турнето си из независимите компании. Във FIP, Кендрик печели отборните титли заедно със Сал Ринаро на 6 август 2005 г., но ги губят от Експреса на разбитите сърца по-малко от месец по-късно.

### World Wrestling Entertainment (2005 г.)
Кендрик се връща в WWE по време на събитие на живо на 22 август, губейки четворен мач за титлата в полутежка категория. След това той реформира отбора си с Пол Лондон. На 16 декември, двамата подновяват образа си, започвайки да носят театрални маски и еднакви дрехи.
Те бързо са издигнати до претенденти за титлите на WWE, получавайки нешампионатен мач срещу шампионите Джони Нитро и Джоуи Мъркюри (MNM) на 10 февруари 2006 г. на Smackdown, но Лондон и Кендрик губят. На 7 април, те отново се изправят срещу MNM, печелейки в друг мач, който не е за титлите. Историята им продължава и Лондон и Кендрик печелят още мачове срещу шампионите, включително и единични победи. Лондон и Кендрик печелят WWE титлите по двойки на Judgement Day, побеждавайки MNM за шести пореден път.
Първите претенденти за титлите им са Кейси Джеймс и Айдъл Стивънс, които ги побеждават в нешампионатен мач, стартирайки вражда между отборите.
На 14 октомври, Лондон и Кендрик стават най-дълго царуващите WWE отборни шампиони, надминавайки рекорда на MNM от 145 дни. Въпреки това, те все още биват използвани като късметлии във враждите им и това си проличава, когато започват губеща серия срещу Уилям Ригал и Дейв Тейлър. Ригал побеждава и двамата в единични мачове, а на 8 декември, шампионите губят мач, който не е за титлите от дуото. На Armageddon, Лондон и Кендрик защитават успешно титлите си в четворен мач със стълби срещу Ригал и Тейлър, MNM и братята Харди.
На 2 февруари 2007 г., Лондон и Кендрик губят отново в нешампионатен мач срещу новобранския отбор на Дюс и Домино. В мач за титлите на No Way Out, Л&К запазват титлите си. На 20 април, на издание на Разбиване обаче, Дюс и Домино побеждават Лондон и Кендрик, слагайки край на царуването им от 331 дни. Лондон и Кендрик се състезават неуспешно за титлите на 1 юни в троен мач, включващ и Ригал и Тейлър, както и губят реванша си на 15 юни.
Кендрик, заедно с партньора си Лондон, бива прехвърлен в Първична сила на 17 юни 2007 г. Те печелят дебютния си мач срещу Шелтън Бенджамин и Чарли Хаас на 18 юни. Те скоро стават заплаха за отборните титли и на 3 септември, печелят претендентски мач. Те развиват вражда срещу шампионите Ланс Кейд и Тревор Мърдок и на 5 септември, по време на хаус шоу, те печелят титлите им, само за да ги загубят три дни по-късно на друго хаус шоу. Лондон и Кендрик продължават враждата и губят от Кейд и Мърдок на Unforgiven. До края на 2007 г., двамата се състезават главно на Heat или в губещи мачове за титлите, докато Лондон не бива контузен в края на 2007 г. Като резултат, Кендрик започва да бъде използван като джобър.
След завръщането на Лондон, двамата с Кендрик губят хандикап мач срещу Умага, в който Кендрик явно изоставя партньора си.
Напълно изоставяйки историята с изоставянето, Лондон и Кендрик се завръщат като отбор в следващите шоута, дори печелят мач срещу отборните шампиони Коди Роудс и Боб Холи, но издигането им е рязко възспряно по време на лотарията след Кечмания, в която Кендрик е пратен в Smackdown.
След дълго време като неизползван, Кендрик се завръща на ринга с нов профил – този на Браян Кендрикът (THE Brian Kendrick) и получава бодигард – Изикел Джаксън. Кендрик получава няколко изяви срещу главни звезди и дори получава място в мач за световната титла на Unforgiven, в който остава временен шампион до последната секунда на мача, когато Трите Хикса го тушира. След това Кендрикът разменя ролите си с Изикел, ставайки негов придружител и двамата влизат в отборната дивизия, враждувайки с шампионите Примо и Карлито Колон. В последния мач Брайън беше победен от Кофи Кингстън с една „Беда в рая“. На 30 юли 2009 г. Брайън Кендрик беше освободен от Wwe.

## Завръщане в Total Nonstop Action (2010 г.)
На 17 януари Брайън се завръща в Tna Под името Брайън Кендрик на турнира Генесис, там е победен от Амейзинг Ред. На 7 април 2010. Дикси Картър (президент на Tna)обяви, че Брайън е подписал мулти-годишен договор. На 3 май 2010 г. той и Дъглас Уилиамс се изправиха срещу Джеси Нийл и Шанън Мур в отборен мач в който Брайън нападна Дъглас, а след това и Самоа Джо се намесва. Първата победа за Кендрик идва следващата седмица срещу Уилиамс с помощта на Казариан който, отвлича виманието на Дъг. На „Сламивърсари 7“ той се изправя срещу настоящия X Division champion Дъг Уилиамс той губи. На следващия турнир „Пътна победа“ отново губи.

## В кеча
- Коронни хватки и патенти:
  - Нарязан Хляб #2 (Sliced Bread #2 – обърнато DDT с отскок и салто)
  - Циклонно DDT (торнадно DDT с отскок)
  - Тайната рецепта на Д-р Смут (Dr. Smoothe's Secret Recipe – падащ ритник със салто в ъгъла)
  - Д-р Зъби (Dr. Teeth – лицетрошач на палача)
  - Електрически хаос (Electric Mayhem – лицетрошач със скок отвисоко)
  - Ляв завой при Албъкърки (Left Turn At Albuquerque – обръщаща жабешка преса)
  - Whirling Twirlixer (тирбушонна залязваща планча)
  - Двойно настъпване
  - Бедрено ласо
  - Суисида
  - Суперритник

## Мениджъри
1. Ашли
2. Езикил Джаксън
3. Принц Нана

## Титли и постижения
- Full Impact Pro:
  - FIP Tag Team шампион (1-кратен) – със Сал Ринаро
  - Победител във Florida Rumble (2004)
- Memphis Championship Wrestling:
  - MCW Southern Light Heavyweight шампион (3-кратен)
  - MCW Southern Tag Team шампион (1-кратен) – с Американски дракон
- Pro Wrestling Illustrated:
  - PWI Отбор на годината (2007) – с Пол Лондон
- Pro Wrestling ZERO1-MAX:
  - NWA International Lightweight Tag Team шампион (2-кратен) – с Low-Ki (1) и Каз Хаяши (1)
  - AWA World Junior Heavyweight шампион (1-кратен, първия)
  - ZERO1-MAX United States Openweight шампион (1-кратен)
- Texas Wrestling Alliance:
  - TWA Television шампион (1-кратен)
  - TWA Tag Team Championship (1-кратен) – с Американски дракон
- World Wrestling Entertainment:
  - WWE Tag Team шампион (1-кратен) – с Пол Лондон
  - World Tag Team шампион (1-кратен) – с Пол Лондон